# Iodopleura
Genre
Iodopleura est un genre d'oiseaux de la famille des Tityridae.

## Liste des espèces
Selon la classification de référence du Congrès ornithologique international (version 7.3, 2017) :
- Iodopleura fusca (Vieillot, 1817)
- Iodopleura isabellae Parzudaki, 1847
- Iodopleura pipra (Lesson, R, 1831)
  - Iodopleura pipra leucopygia Salvin, 1885
  - Iodopleura pipra pipra (Lesson, R, 1831)